# ミライボウル/Chai Maxx
「ミライボウル/Chai Maxx」（ミライボウル/チャイ・マックス）は、2011年3月9日に発売された、ももいろクローバーの3枚目のシングル。

## 収録曲解説

### ミライボウル
作詞：村野直球 / 作曲：前山田健一・大隅知宇 / 編曲：NARASAKI
歌詞・動画 - 歌ネット
グループとしては珍しく、ラブソングが表題曲となった。タイトルは「未来」と「ミラーボール」の掛け合わせで、ボウリング場を舞台としたミュージカルの設定であるため「ミライボウル」という表記になっている。
全く異なる曲調のパートが複数組み合わさっているのが特徴。
Aメロは前山田健一が作曲したが、レコード会社の宮本純乃介の判断で、はっきりしたメロディーラインが無いバージョンがメンバーに渡され、各自がそれに合う歌ラップを考えた（一人ずつレコーディングをし、良かった部分を組み合わせる形がとられた）。ミュージックビデオでこの部分には、チャールストンを取り入れている。
ここまでの仕上がりに物足りなさを感じた宮本純乃介が、追加のメロディを大隅知宇に発注し、これがサビとなった。さらに編曲者のNARASAKIが「恋は伝説さ」からのラストパートを追加している（ただしクレジットには、作曲者としては表記されていない）。
早見あかり脱退前、最後のシングルであり、2番のAメロには6人のイメージカラーが織り込まれている個所がある（青春のアザ 紫に残ってても、など）。早見あかりが脱退した後の5人バージョンは、アルバム『バトル アンド ロマンス』に収録。
テレビアニメ『ドラゴンクライシス!』エンディングテーマ。

### Chai Maxx
作詞：只野菜摘 / 作曲・編曲：横山克
歌詞・動画 - 歌ネット
振り付けは、ザ・ドリフターズのネタをベースとしている（“BABABABA--N!”は「ドリフのビバノン音頭」、サビはヒゲダンスからの『8時だョ!全員集合』オープニングダンス）。さらにイベントで共演したことのあるプロレスラーのアリスター・オーフレイムの膝蹴りや、武藤敬司のプロレスLOVEポーズも取り入れられており、『4.10中野サンプラザ大会 ももクロ春の一大事〜眩しさの中に君がいた〜』でこの曲が演じられた際は、武藤がゲストとして出演した。メンバーはそのお礼として、全日本プロレス『2011 プロレスLOVE in 両国 vol.13』にグレート・ムタ（武藤敬司）の弟子「グレートクローバーZ」として参戦し、同曲をリングで披露した。PWF会長として観戦していた馳浩（後の文部科学大臣）がこのパフォーマンスに感銘を受け、ももいろクローバーZのファンとなったという逸話もある。
タイトルは「頑張っChai Maxx」（がんばっちゃいます）や「冗談Chai MaxX」（冗談ちゃいます）といった言葉遊びからきており、歌詞の表記においては"Chai Maxx"と"Chai MaxX"が場面に応じて使い分けられている。後者は語尾がX（バツ）を表しており、関西弁の「ちゃいます」の意味で使われている。
シングルトラックとしてのゴールド認定を受けている（10万ダウンロード）。テレビ朝日『お願い!ランキング』3月エンディングテーマ。後に、福岡ソフトバンクホークス・柳田悠岐の登場曲としても採用された。
2014年には、「Chai Maxx」の序章としてのエピソードを描いた「Chai Maxx ZERO」をリリース。
2019年には、アレンジを一新した「Chai Maxx -ZZ ver.-（ダブルゼータ バージョン）」を、有安杏果卒業後の4人バージョンとして制作。アルバム『MOMOIRO CLOVER Z』初回限定盤Bの特典CDに収録された。

### 全力少女
作詞：琴織・前山田健一 / 作曲：千葉直樹・michitomo / 編曲：michitomo
歌詞・動画 - 歌ネット
「オレンジノート」「走れ!」と共に3部作として制作された。サウンド・プロデューサーとしてレコーディングにも立ち会ったmichitomoは、「パッと聴きで誰が歌っているかがすぐに判るような色付けを意識した」と述べている。
10周年BESTアルバム『MOMOIRO CLOVER Z BEST ALBUM「桃も十、番茶も出花」』＜初回限定 -モノノフパック-＞のファン投票企画で6位に選ばれている。
2019年には、NARASAKIが編曲を担当しアレンジを一新した「全力少女 -ZZ ver.-（ダブルゼータ バージョン）」を、有安杏果卒業後の4人バージョンとして制作。アルバム『MOMOIRO CLOVER Z』初回限定盤Bの特典CDに収録された。

## トラックリスト

### 初回限定盤
1. ミライボウル [4:27]
2. Chai Maxx [4:36]
3. ミライボウル（off vocal ver.）
4. Chai Maxx（off vocal ver.）

DVD：ミライボウル（ミュージック・ビデオ）、FLASHアニメ「週末お届け! ももクロ便 〜不毛な戦い篇〜」  ※初回限定盤A
DVD：Chai Maxx（ミュージック・ビデオ）、FLASHアニメ「週末お届け! ももクロ便 〜便利な届け物篇〜」  ※初回限定盤B

### 通常盤
1. ミライボウル
2. Chai Maxx
3. 全力少女 [4:28]
4. ミライボウル（off vocal ver.）
5. Chai Maxx（off vocal ver.）
6. 全力少女（off vocal ver.）

## カバー
Chai Maxx
- 神谷奈緒（松井恵理子）、日野茜（赤﨑千夏）、小日向美穂（津田美波） - ゲーム『アイドルマスター シンデレラガールズ スターライトステージ』収録曲。